# Armoriale dei comuni dell'Ariège
Questa pagina contiene le armi (stemma e blasonatura) dei comuni dell'Ariège.
| Stemma | Nome del comune e blasonatura |
| ------ | --- |
|        | Aigues-Vives D'or à deux pals de sinople et au chef du même (d'oro, a due pali di verde col capo dello stesso) |
|        | Arrout Ecartelé d'azur à un besant d'or et d'argent à une aigle éployée de sable (inquartato d'azzurro, al bisante d'oro, e d'argento, all'aquila di nero) |
|        | Arvigna d'or à trois chevrons de sable, à une porte ouverte donjonnée de gueules ; à la filière de sinople (d'oro, a tre scaglioni di nero, a una porta di città aperta torricellata di rosso; alla filiera di verde) |
|        | Ax-les-Thermes D'or à trois pals de gueules (d'oro, a tre pali di rosso) |
|        | La Bastide-de-Lordat D'or à un chevron rompu de sable (d'oro, allo scaglione mancante di nero) |
|        | La Bastide-de-Sérou D'azur à une tour d'or sur une terrasse de sinople (d'azzurro, alla torre d'oro su una terrazza di verde) |
|        | Bélesta D'argent à un chef bandé de gueules (d'argento, al capo dello stesso bandato di rosso di 8 pezzi) |
|        | Bonnac Ecartelé : au premier de gueules à un lion d'argent, au second et au troisième de sinople à un roc d'échiquier d'or, au quatrième de gueules à trois pals d'or (inquartato: nel 1º di rosso, al leone d'argento; nel 2º e 3º di verde, al rocco d'oro; nel 4º di rosso, a tre pali d'oro) |
|        | Les Bordes-sur-Arize Parti, au premier d'azur à un château d'argent crénelé, donjonné et soutenu d'une rivière ondée d'or, au second de gueules à deux gerbes de blé d'or et une grappe de raisin d'argent posées deux et un; au chef tiercé, au premier de gueules à une coquille d'or; au second d'or à trois pals de gueules et quatre otelles d'argent adossées et posées en sautoir brochant sur le tout; au troisième, d'azur à une croix d'or à huit pointes pommelées, soutenue d'une colombe au vol étendu contrebas du même (partito: nel 1° d'azzurro, al castello merlato e torricellato d'argento, sostenuto da un fiume ondato d'oro; nel 2° di rosso, a due covoni di grano d'oro ed un grappolo d'uva d'argento, posti 2 e 1; al capo interzato: nel 1° di rosso, alla conchiglia d'oro; nel 2° d'oro, a tre pali di rosso con quattro mandorle pelate d'argento addossate e poste in decusse attraversanti sul tutto; nel 3° d'azzurro, alla croce a otto punte pomettate d'oro, sostenuta da una colomba spiegata dello stesso, volante verso la punta) |
|        | Calzan Palé et contre-palé de sable et d'argent de six pièces (palato e contropalato di nero e d'argento) |
|        | Camon Palé et contre-palé d'or et de gueules de quatre pièces (palato e contropalato d'oro e di rosso di quattro pezzi) |
|        | Carla-Bayle De gueules, à un lion d'or (di rosso, al leone d'oro) |
|        | Carla-de-Roquefort Taillé cannelé de gueules et d'or (tagliato cannellato di rosso e d'oro) |
|        | Castillon-en-Couserans De gueules, à une tour d'argent, surmontée d'une cigogne du même (di rosso, alla torre d'argento, sormontata da una cicogna dello stesso) |
|        | Dalou Palissé en fasce d'azur et d'or, de six pièces (partito palizzato d'oro e d'azzurro di sei pezzi) |
|        | Daumazan-sur-Arize D'or, au chevron abaissé de gueules (d'oro, allo scaglione abbassato di rosso) |
|        | Dun Palissé en fasce de gueules et d'or de six pièces (partito palizzato d'oro e di rosso di sei pezzi) |
|        | Esclagne Parti de gueules et d'or à une bande de l'un en l'autre (partito di rosso e d'oro, alla banda dall'uno all'altro) |
|        | Ferrières-sur-Ariège D'or à six fers à cheval de sable (d'oro, a sei ferri da cavallo di nero) |
|        | Foix D'or à trois pals de gueules (d'oro, a tre pali di rosso) |
|        | Gaudiès D'argent à une croix alésée de sinople (d'argento, alla croce scorciata di verde) |
|        | Ilhat d'argent, à une bande componée de gueules et d'or (d'argento, alla banda composta di rosso e d'oro) |
|        | Lagarde D'argent à une barre componée de sinople et d'or |
|        | Laroque-d'Olmes D'azur à trois rochers d'argent (d'azzurro, a tre rocce d'argento) |
|        | Lesparrou D'azur à trois billettes d'or posées en pal (d'azzurro, a tre biglietti d'oro posti e ordinati in palo) |
|        | Lézat-sur-Lèze D'azur à trois tours d'argent, celle du milieu plus haute que les deux autres, rangées sur une terrasse de sinople (d'azzurro, a tre torri d'argento, quella centrale più alta delle altre due, ordinate su una terrazza di verde) |
|        | Lieurac Parti émanché d'or et de sinople (partito inchiavato d'oro e di verde) |
|        | Limbrassac D'azur à trois billettes d'or posées et rangées en barre (d'azzurro, a tre biglietti d'oro posti e ordinati in sbarra) |
|        | Lordat D'or à une croix alésée de gueules (d'oro, alla croce scorciata di rosso) |
|        | Ludiès d'argent à une croix alésée de sable (d'argento, alla croce scorciata di nero) |
|        | Mazères De sinople, à 3 tours posées 2 et 1 (di verde, a tre torri d'oro) |
|        | Méras D'azur, à une barre d'or, accompagné de deux merlettes de même, une en chef et une en pointe (d'azzurro, alla sbarra d'oro, accompagnata da due merlotti dello stesso) |
|        | Mirepoix de gueules au poisson d'or en fasce, au chef cousu d'azur chargé de trois étoiles d'or (di rosso, al pesce d'oro in fascia, al capo cucito d'azzurro caricato di tre stelle d'oro) |
|        | Montaut écartelé : au 1, de gueules à trois pals d'or ; au 2, d'azur, à un monde d'argent ; au 3, d'or, à un château de gueules et au 4 d'argent, à deux vaches passantes de sable posées l'une sur l'autre (inquartato: nel 1° di rosso, a tre pali d'oro; nel 2° d'azzurro, al mondo d'argento; nel 3° d'oro, al castello di rosso; nel 4° d'argento, a due vacche passanti di nero poste una sull'altra) |
|        | Montbel D'argent à une croix de sinople (d'argento, alla croce di verde) |
|        | Montferrier D'azur à trois fusées d'or posées en fasce (d'azzurro, a tre fusi d'oro accollati e posti in fascia) |
|        | Pamiers coupé d'un et parti de deux : au premier de gueules au lion d'or, au deuxième d'azur à la fleur de lys d'or, au troisième d'or aux trois fasces de gueules, au quatrième de gueules à l'aigle bicéphale d'or surmontée d'une couronne du même, au cinquième de gueules à la tour crénelée de cinq pièces d'argent, ouverte, ajourée et maçonnée de sable, au sixième d'or à l'ormeau arraché de sinople (troncato di uno e partito di due: nel 1° di rosso, al leone d'oro; nel 2° d'azzurro, al giglio d'oro; nel 3° d'oro, a tre fasce di rosso; nel 4° di rosso, all'aquila bicefala d'oro sormontata da una corona dello stesso; nel 5° di rosso, alla torre merlata di cinque pezzi d'argento, aperta, finestrata e murata di nero; nel 6° d'oro, all'olmo sradicato di verde) |
|        | Le Peyrat De gueules à un triangle d'argent (di rosso, al triangolo d'argento) |
|        | Prades D'azur, à une croix d'or (d'azzurro, alla croce d'oro) |
|        | Régat D'argent, à une bordure d'azur (d'argento, alla bordura d'azzurro) |
|        | Rieucros D'argent, à une barre componée de gueules et d'or (d'argento, alla sbarra composta di rosso e d'oro) |
|        | Rieux-de-Pelleport De gueules à l'agneau pascal d'argent portant une croix haute du même à la banderole d'azur chargée d'une croisette pattée d'or; au chef cousu d'azur chargé de trois fleurs de lis d'or (di rosso, all'agnello pasquale d'argento, tenente una croce dello stesso con una banderuola d'azzurro caricata da una crocetta patente d'oro; al capo d'azzurro, caricato da tre gigli d'oro) |
|        | Roquefort-les-Cascades d'argent, à une bande componée de gueules et d'or (d'argento, alla banda composta di rosso e d'oro) |
|        | Sabarat D'or, à sept sabres de gueules posés en pal et rangés en orle (d'oro, a sette sciabole di rosso, poste in palo e ordinate in orlo) |
|        | Saint-Amadou D'or à un écusson d'azur (d'oro, allo scudetto d'azzurro) |
|        | Saint-Girons d'azur, à une cloche d'or (d'azzurro, alla campana d'oro) |
|        | Saint-Lizier D'or à une cloche d'azur (d'oro, alla campana d'azzurro) |
|        | Saint-Ybars De sinople, à une croix d'or (di verde, alla croce d'oro) |
|        | Saverdun de gueules au château donjonné d'or ouvert et ajouré du champ, maçonné de sable (di rosso, a un castello d'oro, aperto e finestrato del campo, murato di nero) |
|        | Ségura d'argent à une larme de sable (d'argento, a una lacrima di nero) |
|        | Siguer D'or à deux lévriers de gueules accolés d'argent (d'oro, a due levrieri di rosso, collarinati d'argento) |
|        | Soula Coupé d'or et de gueules, vêtu de l'un en l'autre (troncato d'oro e di rosso, vestito dell'uno all'altro) |
|        | La Tour-du-Crieu Stemma attualmente in uso: De gueules au château sommé de deux tours d'or, maçonné, ouvert et ajouré de sable, à dextre, et à l'arbre au naturel, à senestre, le tout posé sur une terrasse de sinople chargée d'un ruisseau en filet en barre d'argent; au chef cousu d'azur chargé de trois fleurs de lis d'argent (di rosso al castello cimato da due torri d'oro, murato, aperto e finestrata di nero, a destra, e all'albero al naturale, a sinistra, il tutto posato su una terrazza di verde caricata di un ruscello in filetto in sbarra d'argento; al capo cucito d'azzurro caricato di tre gigli d'argento) Stemma precedente: (inquartato: nel 1° e 4° d'oro, a tre fasce di rosso; nel 2° e 3° d'argento, al volo spiegato dello stesso, alla bordura composta d'oro e di rosso) |
|        | Trémoulet D'argent, à un franc quartier de sable (d'argento, al quartier franco di nero) |
|        | Troye-d'Ariège Palissé de deux pièces et demi d'argent et d'azur (troncato palizzato di due pezzi e mezzo d'argento e d'azzurro) |
|        | Varilhes D'argent, à deux fasces de vair (d'argento, a due fasce di vaio) |
|        | Ventenac Taillé émanché d'or et de gueules (tagliato inchiavato d'oro e di rosso) |
|        | Vicdessos Écartelé d'or et d'azur, à quatre tours de l'un en l'autre (inquartato d'oro e d'azzurro, a quattro torri dell'uno nell'altro) |
|        | Villeneuve-d'Olmes De sinople, à un chevron d'or et un chef de même (di verde, allo scaglione di verde, col capo dello stesso) |
|        | Vira Tranché de sinople et d'or (trinciato di verde e d'oro) |
|        | Viviès De sable, à un pal flamboyant d'or (di nero, al palo fiammeggiante d'oro) |